# Rosstorps naturreservat
Rosstorps naturreservat är ett naturreservat i Sala kommun i Västmanlands län.
Området är naturskyddat sedan 2022 och är 55 hektar stort. Reservatet ligger mellan Sala och Krylbo och består av en gammal granskog samt våtmarker i form av en del av Fågelmossen, en skogbeklädd myr och sumpiga stråk. 